# Fred Kerley
Fredrick "Fred" Kerley (Taylor, 7 de maio de 1995) é um atleta e campeão mundial norte-americano especializado em provas de velocidade. Corredor de 100, 200 e 400 metros rasos, seu melhor tempo para 400 m é 43,70 nas quartas-de-final da NCAA West Regional em Austin, Texas, em 26 de maio de 2017, o que o coloca como o oitavo corredor mais rápido de 400 metros da história. Seu tempo se tornou o recorde da NCAA, tirando 3 décimos do antigo recorde de 44.00 do campeão olímpico Quincy Watts, conquistado quase 25 anos antes.
Mais tarde na mesma temporada de 2017, ele ganhou o Campeonato de Atletismo dos Estados Unidos em 44.03.
Participou do Campeonato Mundial de Atletismo em Londres 2017 ficando em 7º lugar nos 400 m rasos e ganhando uma medalha de prata integrando o revezamento 4x400 m americano junto com Wilbert London III, Gil Roberts e Michael Cherry. Em Tóquio 2020 Kerley não participou dos 400 m mas conquistou sua primeira medalha olímpica, uma prata, nos 100 m rasos, em 9.84s. Tornou-se campeão mundial da distância em Eugene 2022 conquistando a medalha de ouro com a marca de 9.86s.
Como campeão mundial vigente, Kerley causou grande surpresa no Mundial seguinte, Budapeste 2023, ao não conseguir se classificar para a final dos 100 metros. Ganhou entretanto uma medalha de ouro integrando o revezamento 4x100 m norte-americano.
Em Paris 2024 conquistou a medalha de bronze nos 100 m rasos.